# Samalkha
Samalkha é uma cidade  no distrito de Panipat, no estado indiano de Haryana.

## Geografia
Samalkha está localizada a 29° 14′ N, 77° 01′ L. Tem uma altitude média de 227 metros (744 pés).

## Demografia
Segundo o censo de 2001, Samalkha tinha uma população de 29 856 habitantes. Os indivíduos do sexo masculino constituem 55% da população e os do sexo feminino 45%. Samalkha tem uma taxa de literacia de 68%, superior à média nacional de 59,5%: a literacia no sexo masculino é de 74% e no sexo feminino é de 61%. Em Samalkha, 15% da população está abaixo dos 6 anos de idade.